# المؤسسة العربية لضمان الاستثمار
المؤسسة العربية لضمان الاستثمار Inter-Arab Investment Guarantees Corporation
أنشئت بمقتضى اتفاقية صدقت عليها كل الدول العربية تقريبا ودخلت مرحلة التنفيذ في عام 1974 ومقر المؤسسة في الكويت، وقد بدأت برأسمال قدره عشرة ملايين دينار كويتي ساهمت فيه كل الدول العربية وقد زيد رأسمالها ليصبح 25 مليون دينار كويتي.
للمؤسسة مجلس إدارة يتكون من ممثل لكل بلد عضو ولها لجنة إشراف تتكون من 6 أعشاء يختارهم مجلس الإدارة ومن بينهم المدير العام الذي يدير العمل التنفيذي في المؤسسة وتقوم لجنة الإشراف بإبداء النصح للمدير العام وتقديم توصيات له.

## أعمالها
أهم أغراض المؤسسة كما تذكر اتفاقية تأسيسها هو تأمين المستثمر العربي بتعويضه تعويضا مناسبا عن المخاطر الغير تجارية إذ تقدم المؤسسة تأمينا ضد المخاطر السياسية كالتأمين ضد المصادرة والتأمين ضد فرض الحراسة والاستيلاء الجبري على أصول المستثمرين بواسطة الدول ومنع الدائن من تحصيل ديونه. كذلك تأمين المؤسسة ضد مخاطر التحويل وعلى وجه الخصوص ضد الإجراءات التي تمنع التحويل والتي تسن بعد المعاملة أي الإجراءات التي تفرض بعد الاستثمار ولم تكن موجودة قبله. والاستثمارات الصالحة للتأمين هي الاستثمارات المباشرة والغير مباشرة والقروش المتوسطة وقصيرة الأجل التي تتم بين أطراف عربية مستثمرا وبلدا.
إن المؤسسة العربية لضمان الاستثمار مؤسسة رائدة بحق سبقت غيرها فهي أول مؤسسة دولية أو إقليمية في هذا المجال وسبقت حتى الوكالة الدولية لضمان الاستثمار.